# 段忠
段 忠（だん ちゅう、生年不詳 - 1299年）は、モンゴル帝国（大元ウルス）支配下の雲南における第3代大理総管。

## 概要
段忠の出自については第2代大理総管の段実の弟とする説、子とする説が混在するが、「元故副相墓碑」にて「正奉元帥（＝段忠）」が「中奉大参（＝段実）」の「宗弟」とされていることから、弟と見る説が主流である。また、『南詔野史』では段忠を「道隆の子」とするが、これは第21代国王段祥興を指すと考えられ（道隆は段祥興が即位後に制定した元号）、やはり「段祥興の子で段実の弟」が正しいと裏付けられる。
『南詔野史』によると、段忠は1263年（中統4年）にクチュの配下に入って両林・芒部・会川（雲南北部-四川南部の彝族地域）を討伐し、1265年（至元2年）には曲靖を攻め、1272年（至元9年）には武定を討伐するなど、主に軍事面で活躍していたという。モンゴル支配下の大理では段氏の長が宣慰使部元帥、それに次ぐ人物が大理路軍民総管を務めるという慣習があり、段実存命中の段忠は段氏のNo.2として「大理等処宣慰使兼管軍民万戸府」（『大理府志』による）」を務めていたようである。
その後、「元故副相墓碑」によると正奉大夫・都元帥に昇格となったようである。段忠は『南詔野史』などによると1299年（大徳3年）に死去したとされる。『南詔野史』のテキストによっては治世1年で1283年（至元20年）に没したとも記されるが、「元故副相墓碑」などの同時代史料と矛盾しており、後世の創作とみなされている。林謙一郎は元代の雲南段氏が「宣慰使都元帥」「大理路軍民総管」の二頭体制であったにもかかわらず、後世の史家がただ一人の「大理総管」に治められていたと誤解したため、実態にあわない生没年を後世に創作したものと推定する。